# Acanthuridae
Famille
Les poissons-chirurgiens forment, avec les poissons-licornes (ou nasons), la famille des Acanthuridae (au sein de l'ordre des Perciformes). Ces poissons tropicaux sont notamment caractérisés par les éperons tranchants qu'ils portent de chaque côté de la queue. 

## Description

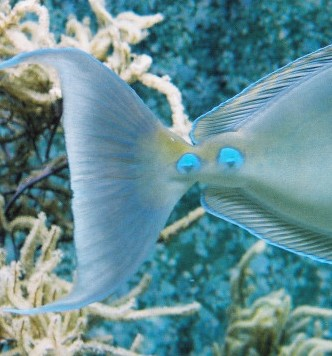
Épine caudale de Naso unicornis

Ce sont des poissons perciformes de taille variable, toujours très comprimés latéralement et de silhouette plus ou moins ovale, avec des écailles très petites. Ils sont caractérisés par un dos élevé, un front bombé, des nageoires dorsale et anale longues et une petite bouche terminale. L’œil est placé assez haut, derrière un long os préorbital. Les espèces de la famille sont identifiées par le nombre de rayons épineux et mous dans leurs nageoires et le nombre et la mobilité des épines pré-caudales. La nageoire dorsale est d'un seul tenant, lisse, avec 4-9 épines et 19-33 rayons. L'anale a 2 ou 3 épines et 18-28 rayons, la pelvienne une épine et 3-5 rayons. La bouche est petite, et contient une unique rangée de petites dents placées très en avant. 
La famille des Acanthuridae a été décrite par le naturaliste Constantine Samuel Rafinesque en 1810, mais le genre Acanthurus est déjà cité dans les travaux de Pehr Forsskål de 1775. Les Acanthuridae regroupent actuellement 6 genres et 82 espèces réunies au sein de deux sous-familles: les Acanthurinae (regroupant les poissons-chirurgiens stricts) et les Nasinae regroupant les nasons. Le nom de la famille dérive des appendices en épines acérées de la queue (du grec: άκανθα, acantha = épine et οὐρά, oura = queue). Ces épines, mobiles chez la plupart des chirurgiens (en dehors du genre Prionurus) et fixes chez les nasons et Prionurus (Acanthurinae), sont très coupantes et enduites d'un mucus toxique. Lorsqu'un danger menace, ils n'hésitent pas à donner de violents coups de queue en direction de celui-ci. La plupart des espèces sont de taille inférieure à 30 cm mais le Naso annulatus peut atteindre un mètre. 

### Dimorphisme sexuel
Les différences entre les mâles et les femelles sont généralement minimes chez la plupart des poissons-chirurgiens. En général les mâles sont plus gros que les femelles. Chez les poissons-licornes, les mâles possèdent des épines plus longues sur le pédoncule et pour certaines espèces développent une « corne » ou une bosse plus grande sur le front ou sur le dos.

## Écologie

### Alimentation
Les Acanthuridés sont principalement herbivores à l’exception de quelques espèces du genre Naso et de quatre espèces d’Acanthurus. Certaines espèces consomment du zooplancton, des détritus ou des invertébrés.

### Reproduction
Les poissons chirurgiens sont  territoriaux, certaines espèces forment des harems. La reproduction se fait par couples ou en groupes, ou les deux dans quelques espèces. Les gamètes sont libérés en pleine eau, la fécondation est donc externe.

### Symbiose
Des bactéries géantes Epulopiscium fishelsoni ont été trouvées dans le système digestif des poissons chirurgiens Acanthurus nigrofuscus, semblant vivre en symbiose avec eux.

## Habitat et répartition
Les poissons-chirurgiens sont des poissons exclusivement marins. Ils ont une distribution circumtropicale mondiale (avec seulement 5 espèces dans l'Atlantique), et vivent le plus souvent dans les récifs coralliens des mers tropicales.

## Les poissons-chirurgiens et l'homme

### Dangerosité
Les éperons tranchants dont sont équipés les poissons-chirurgiens servent principalement aux combats inter-espèce entre mâles, et ne semblent pas utilisés comme moyen de défense, ces poissons préférant la fuite rapide et n'étant jamais agressifs envers des humains. Cependant, des cas de blessures peuvent arriver chez les pêcheurs imprudents qui décrochent un poisson-chirurgien stressé de leur hameçon : les blessures peuvent être profondes et s'infecter facilement. 

### Aquariophilie
Les poissons de cette famille sont très prisés des aquariophiles. Il faut cependant faire attention à la croissance rapide de certaines espèces qui doit être donc anticipée. Certaines espèces deviennent agressives envers les autres poissons (territorialité), voire toxiques.

## Taxonomie
La famille des Acanthuridae comporte 82 espèces réparties en deux sous-familles et six genres. La sous-famille des Nasinae regroupe 20 espèces au sein du genre Naso. La sous-famille des Acanthurinae regroupe 62 espèces en 5 genres et 3 tribus: la tribu des Prionurini (Prionurus), des Zebrasomini (Paracanthurus et Zebrasoma) et Acanthurini (Acanthurus et Ctenochaetus)
La division en sous-familles est établie en observant les épines du pédoncule caudal caractéristique de la famille. Chez les Acanthurinae, l'épine repose dans un sillon au repos et peut être dressée lors de combats ou comme moyen de défense. Pour les Nasinae et Prionurus, les épines sont fixes. 
- genre Acanthurus Forsskål, 1775 (38 espèces)
- genre Ctenochaetus Gill, 1884 (9 espèces)
- genre Naso Lacepède, 1801 (20 espèces)
- genre Paracanthurus Bleeker, 1863 (1 espèce)
- genre Prionurus Lacepède, 1804 (7 espèces)
- genre Zebrasoma Swainson, 1839 (7 espèces)

## Galerie photos

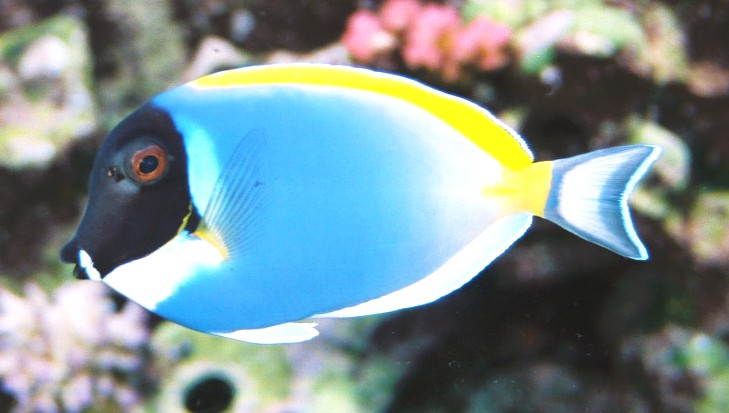
Acanthurus leucosternon
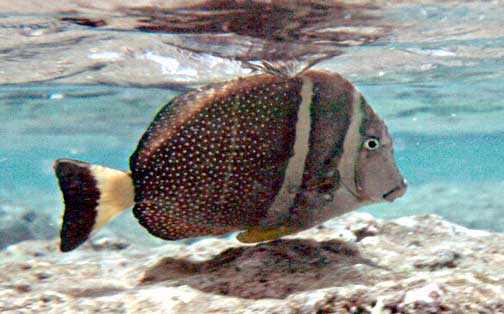
Acanthurus guttatus
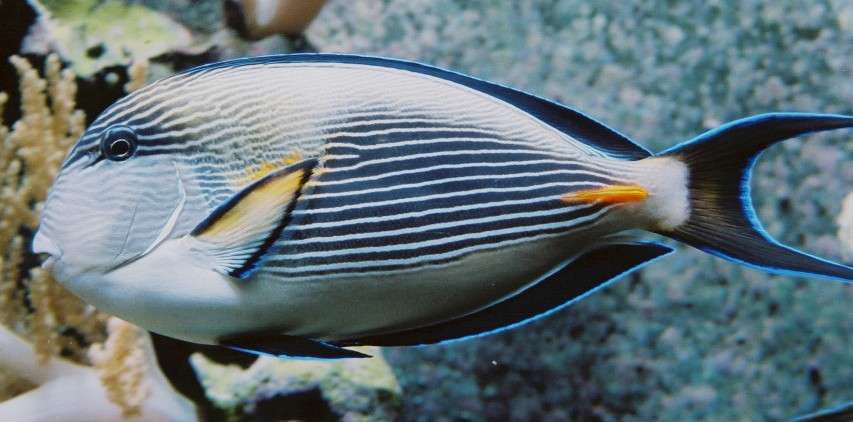
Acanthurus sohal
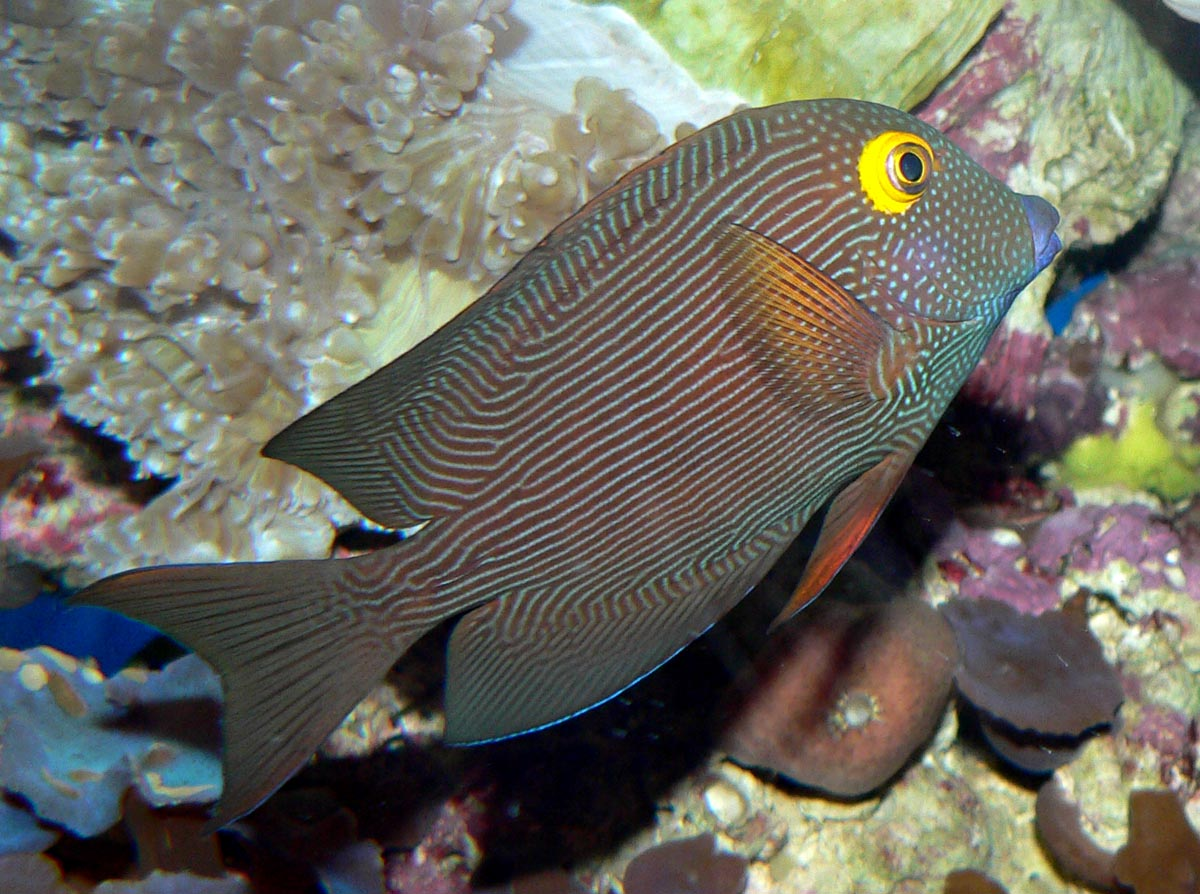
Ctenochaetus strigosus
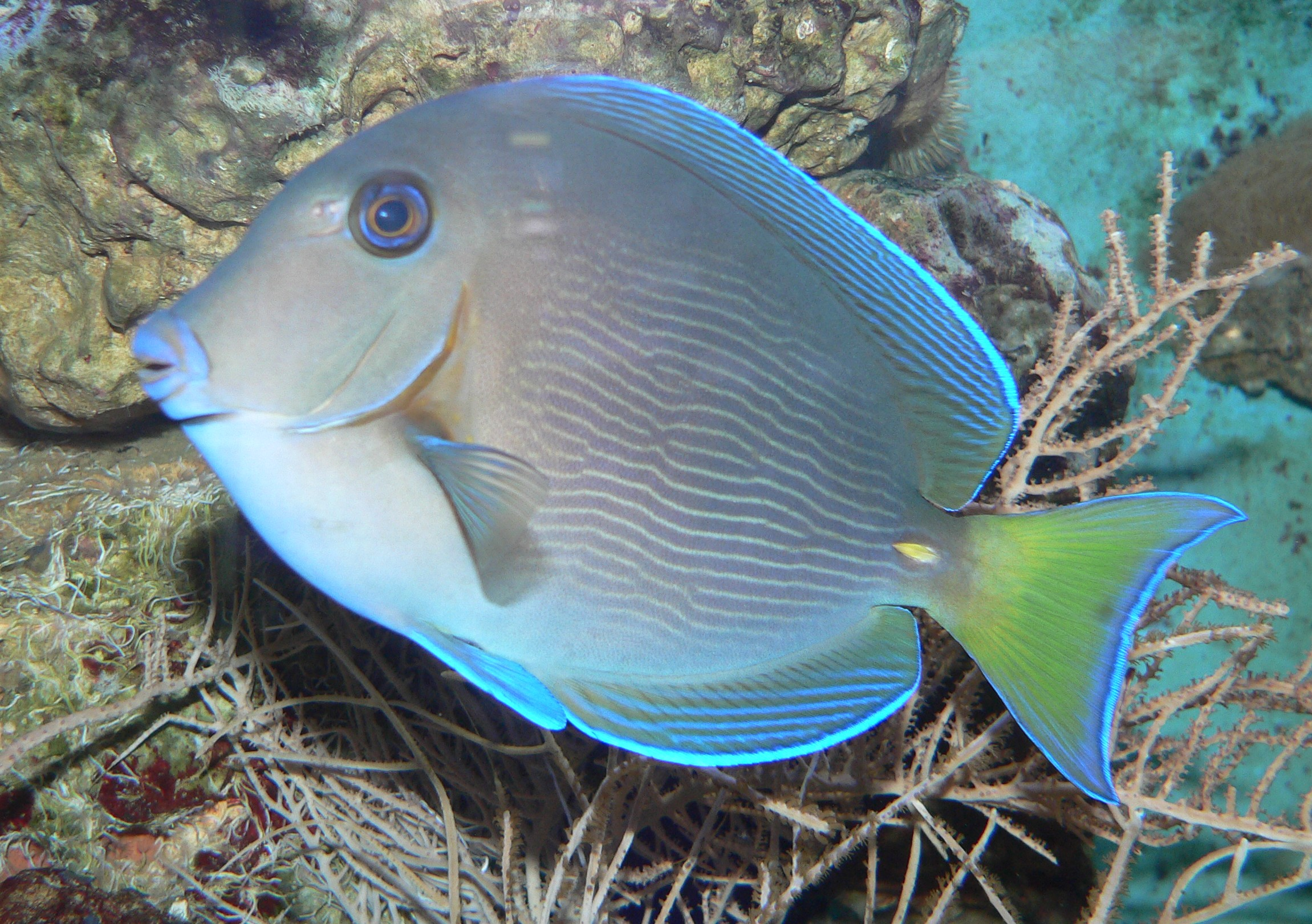
Ctenochaetus hawaiiensis
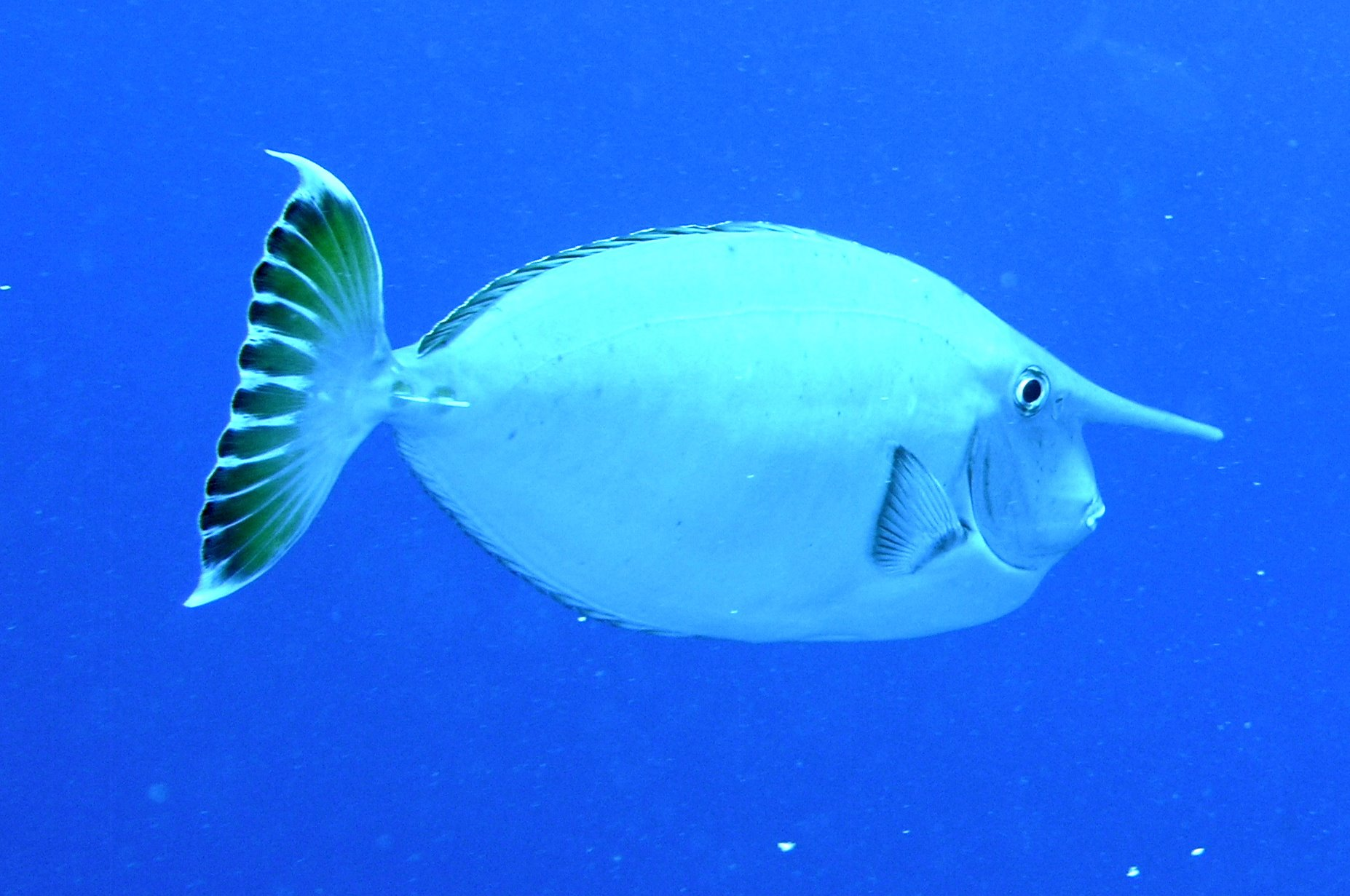
Naso annulatus
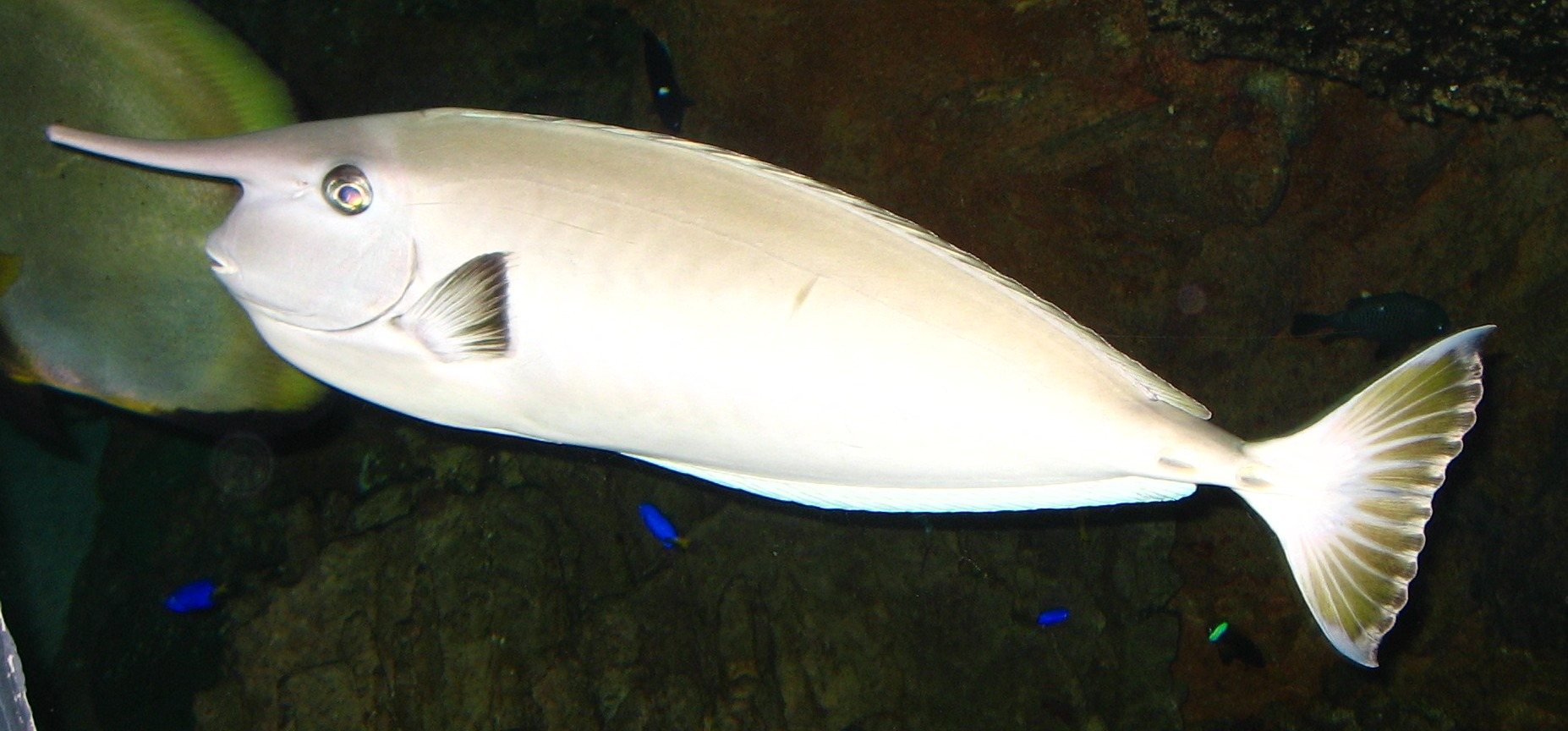
Naso brevirostris
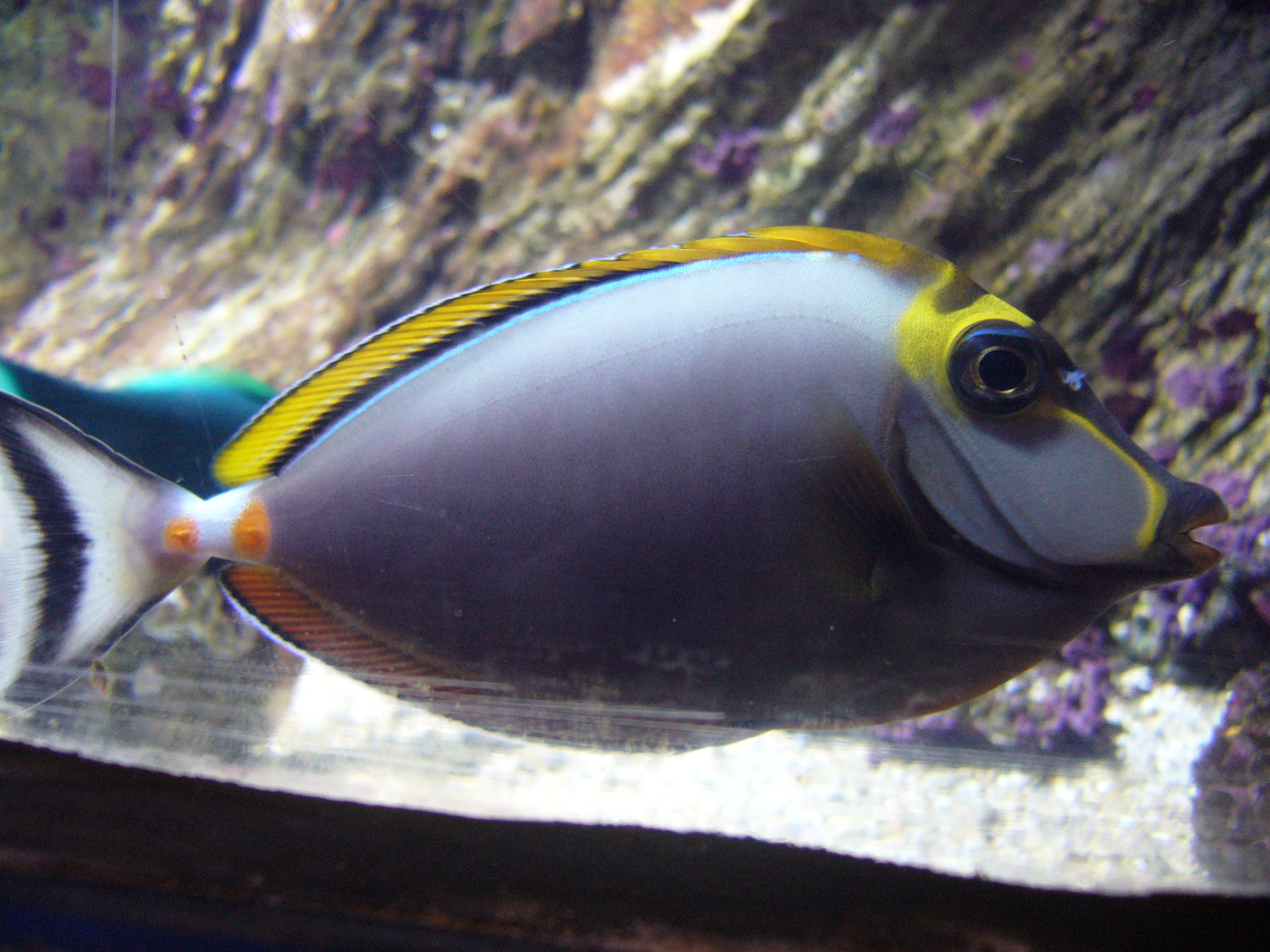
Naso elegans
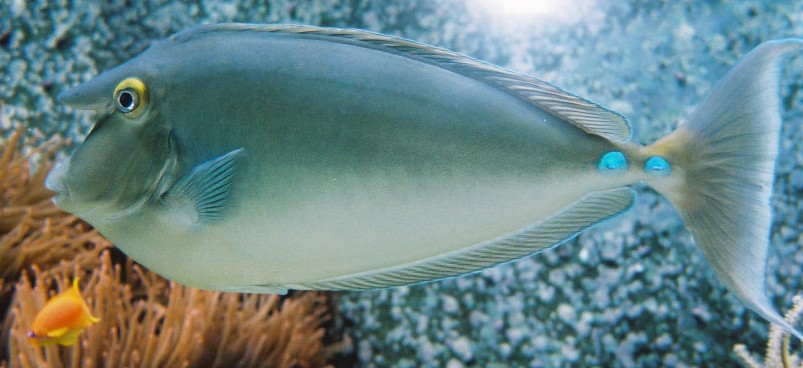
Naso unicornis
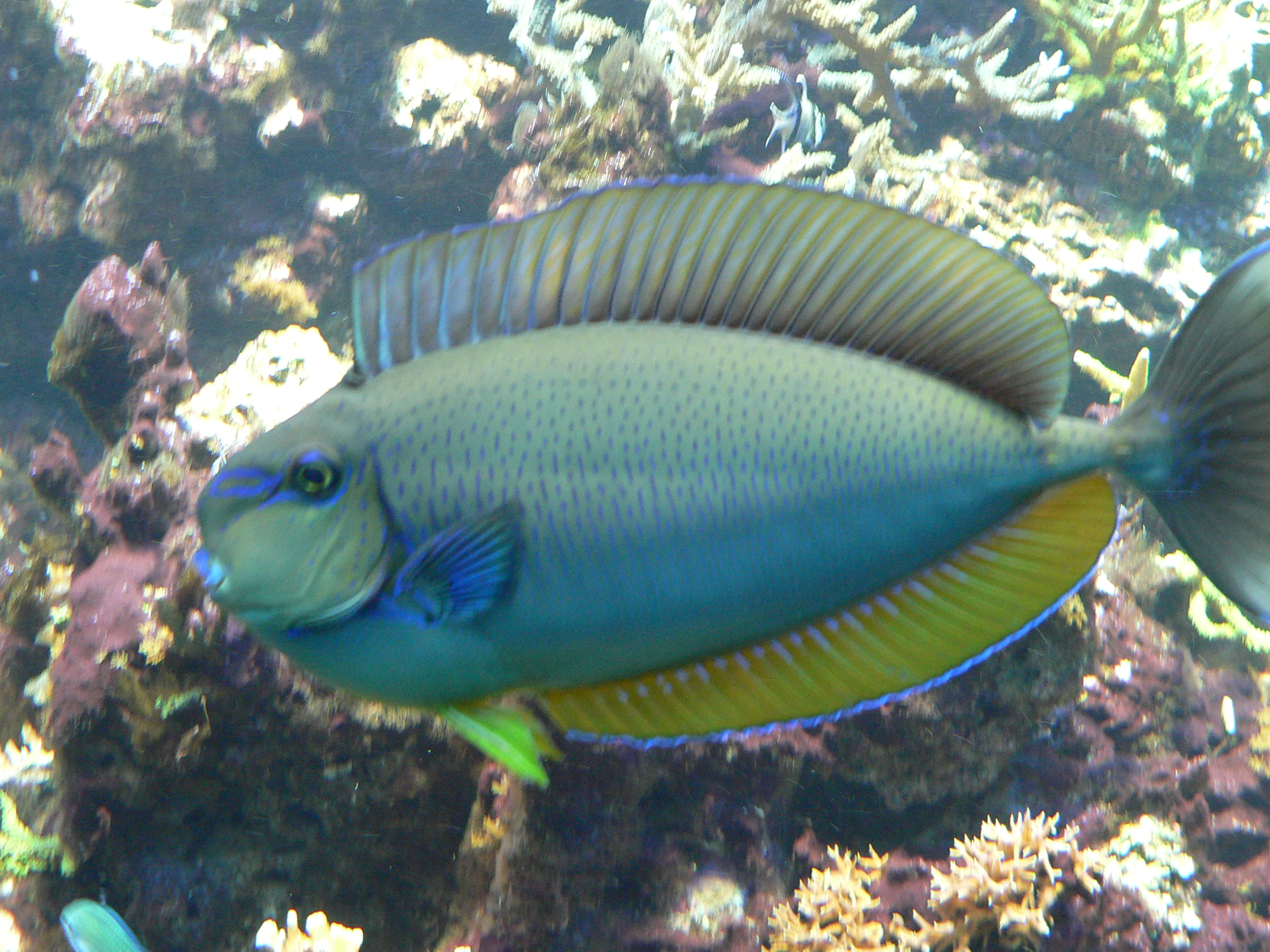
Naso vlamingii
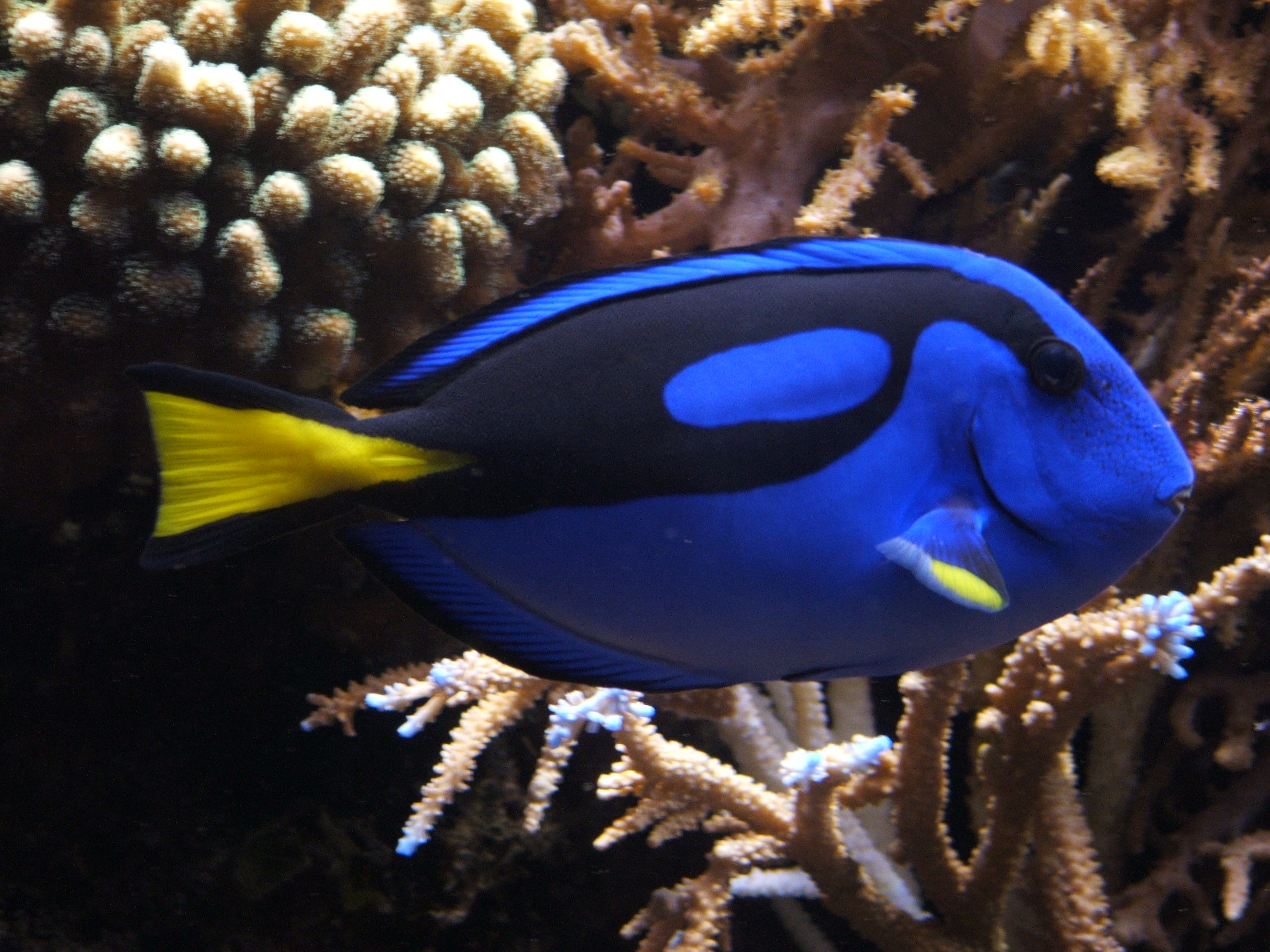
Paracanthurus hepatus
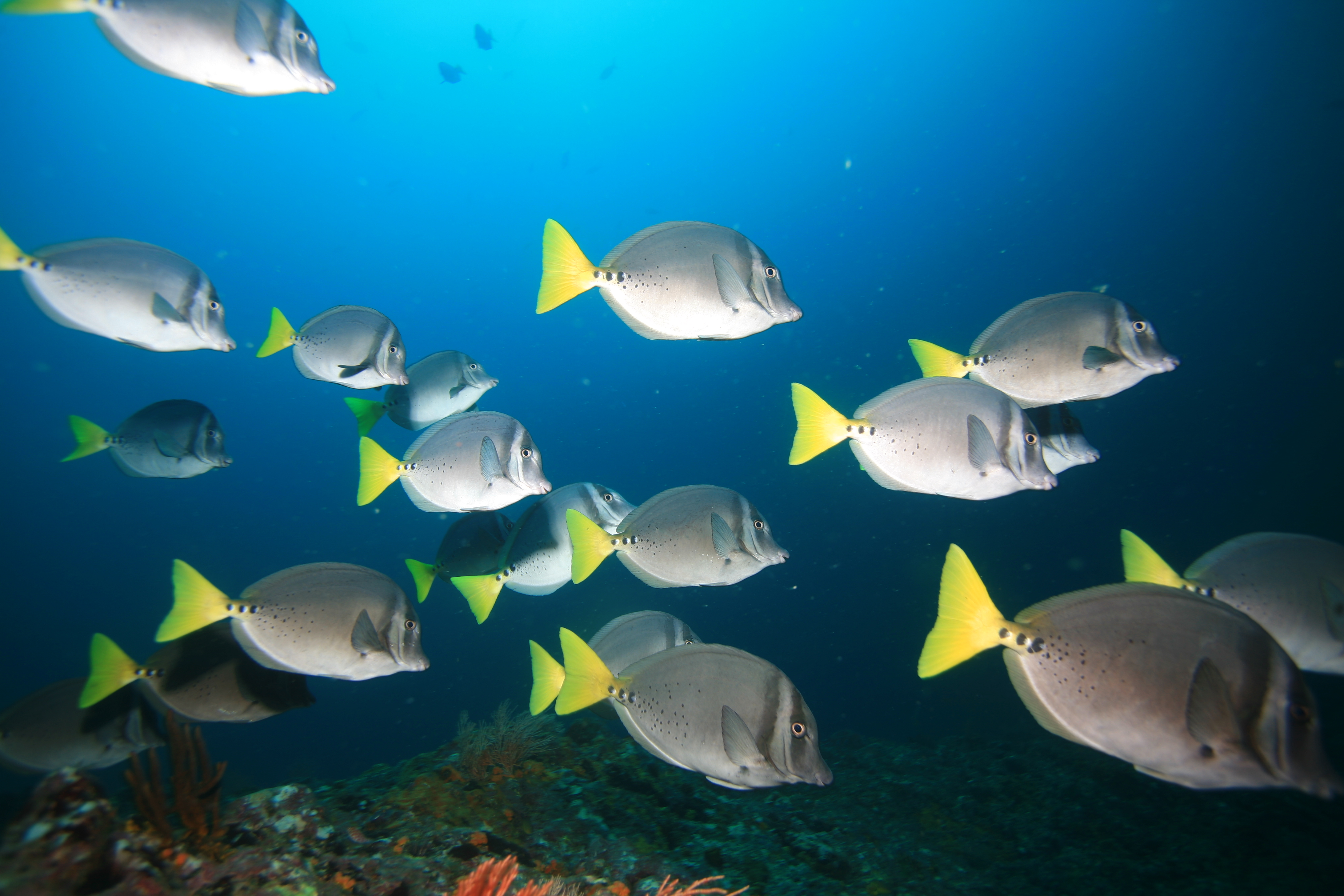
Prionurus laticlavius
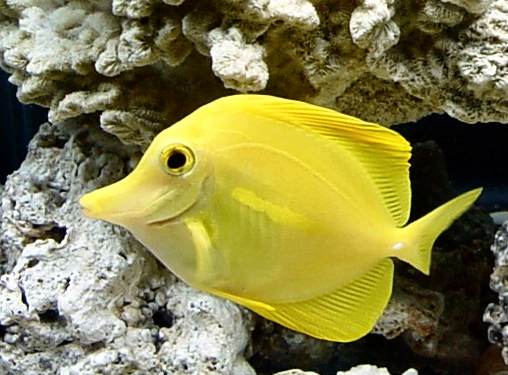
Zebrasoma flavescens
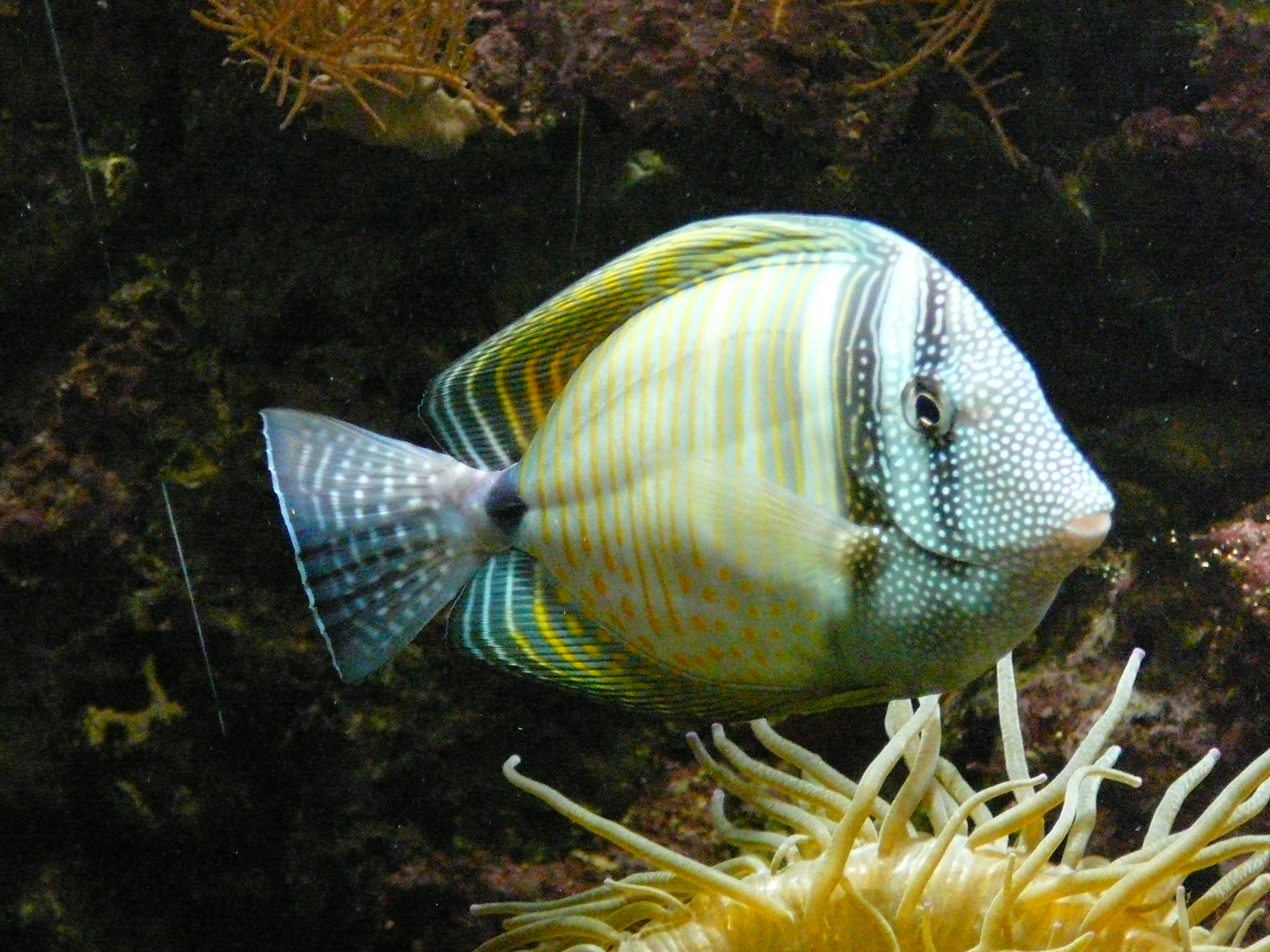
Zebrasoma desjardinii